# 증오언설

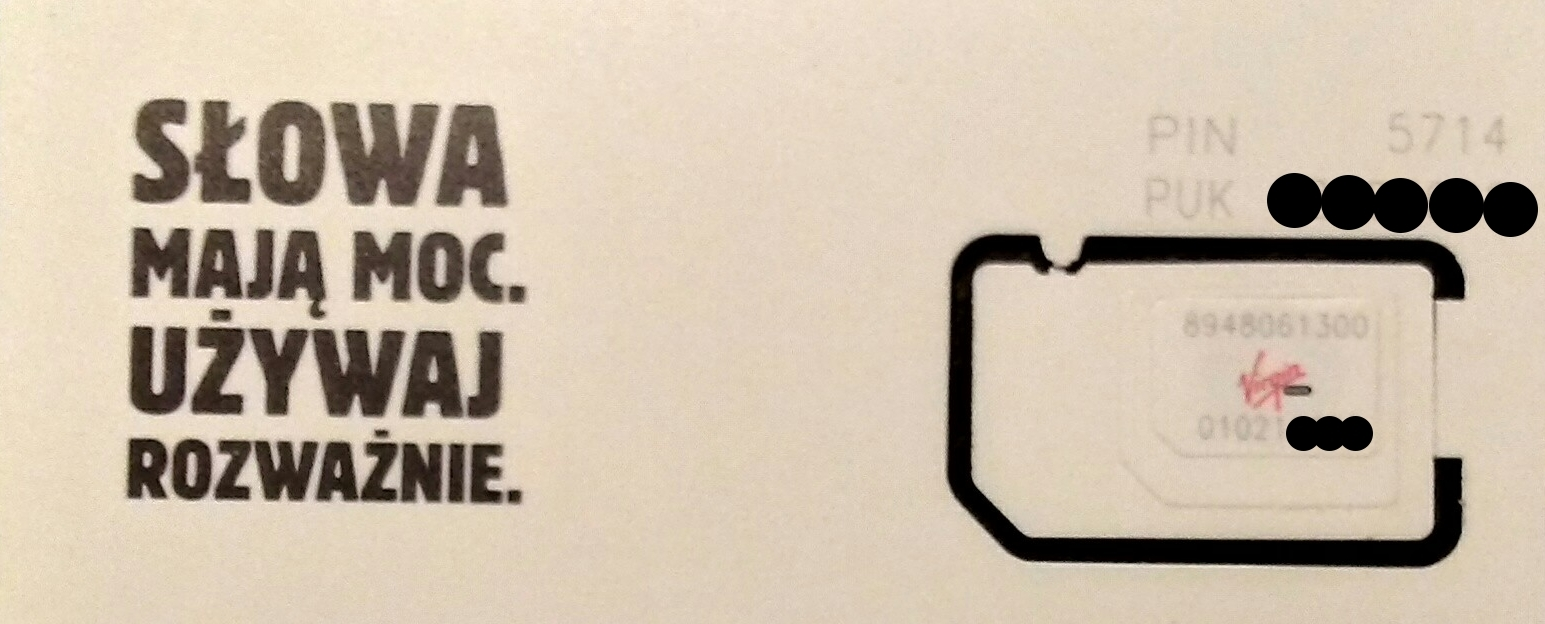
증오심 표현에 반대하는 캠페인의 슬로건과 함께 폴란드의 SIM 카드 "Słowa mają moc, używaj ich mądrze (말은 힘이 있습니다, 그것을 현명하게 사용하십시오)"

증오언설(憎惡言說) 또는 혐오발언(嫌惡發言)은 인종, 성, 연령, 민족, 국적, 종교, 성 정체성, 장애, 언어능력, 도덕관 또는 정치적 견해, 사회적 계급, 직업 및 외모, 지적 능력, 혈액형 등 특정한 그룹에 대한 편견, 폭력을 부추길 목적으로 이루어지는 의도적인 폄하, 위협, 선동 등을 담은 발언을 뜻한다. 영어로는 헤이트 스피치(영어: hate speech)라 한다. 증오언설은 공공장소에서 이루어지는 구두 연설에서 문자 언어를 통해 이루어지는 출판물까지 가리키는 범위가 다양하다.
유럽과 오스트레일리아의 국가에서는 혐오 발언에 대해 형법상 처벌을 강화하는 추세로 독일은 형법에 '특정 인구 집단을 모욕하거나 악의적으로 비방해 타인의 인간적 존엄성을 침해하는 행위' 등에 대해 최대 징역 3년형에 처할 수 있도록 명시하고 있고 영국 역시 피부색·인종·국적·출신국에 대한 혐오 발언을 한 사람에게 2년 이하의 징역형을 부과한다. 대한민국도 2007년부터 '차별금지법' 제정을 추진하였다. 일본에서는 2020년 올림픽을 앞두고 재일 외국인, 특히 재일 한국인 및 재일 중국인, 재일 타이완인에 대한 차별 및 증오언설을 금지하는 법안을 제정을 추진 중에 있다.

## 인터넷상의 증오 언설
2016년 5월 31일, 페이스북, 구글, 마이크로소프트, 트위터는 공동으로 유럽연합의 행동 강령에 동의하여, 24시간 이내에 그들의 서비스에 게재된 "불법적인 혐오 발언을 제거하기 위한 유효한 알림의 과반수"를 검토하도록 하였다.
이에 앞서 2013년, 'Everyday Sexism Project' 등 100여 개 옹호단체의 압력을 받은 페이스북은 여성에 대한 가정·성폭력 홍보 콘텐츠 관련 자료가 15개 대기업의 광고 철회를 야기하자 혐오 발언 정책을 바꾸기로 합의했다.
혐오 발언 정책을 펴는 기업에는 페이스북과 유튜브가 있다. 2018년 미국 독립 선언서의 한 부분을 포함하고 있는 게시물에는 미국 원주민들에게 "무자비한 인디언 야만인"이라는 꼬리표가 붙었고, 페이스북은 이를 혐오 발언으로 분류하고 사이트에서 삭제했다. 2019년 동영상 공유 플랫폼인 유튜브는 미국 라디오 진행자 제시 리 피터슨 등 채널들을 혐오 발언 정책에 따라 통화 폐지 처리했다.